# تپه صبور (سئور)
تپه صبور (سئور) مربوط به دوران پیش از تاریخ ایران باستان تا دوران‌های تاریخی پس از اسلام است و در شهرستان خرم‌آباد، بخش مرکزی، روستای صبور واقع شده و این اثر در تاریخ ۱۲ بهمن ۱۳۸۱ با شمارهٔ ثبت ۷۱۱۶ به‌عنوان یکی از آثار ملی ایران به ثبت رسیده‌است.
شغل بیشتر مردم روستا دام داری،باغ داری و کشاورزی است. 
در جنوب روستا سرابی وجود دارد که از قدیم تا به حال مورد توجه گردشگران بوده.
این روستا متشکل از اقوام لک و لر می‌باشد،که خانوارهایی از ایل حسنوند، ایل بیرانوند و طایفه گوشه‌ای در ان ساکن‌اند.
در سال‌های اخیر به خاطر حفر چاه‌های غیرقانونی در اطراف روستا و خشک سالی‌های متعدد این روستا با کم ابی شدید مواجه شده‌است.